# George Zamka
George David Zamka (Nova Jérsei, 29 de junho de 1962) é um astronauta norte-americano e oficial do Corpo de Fuzileiros Navais dos Estados Unidos.
Formado em Matemática pela Academia Naval dos Estados Unidos, recebeu a patente de segundo-tenente em 1984 após se formar na Academia Naval dos Fuzileiros. Na segunda metade da década, recebeu treinamento em caças da marinha. Em 1991, Zamka participou como piloto em 66 missões aéreas da Operação Tempestade no Deserto. Após a guerra se graduou pela escola de pilotos de testes da Força Aérea e serviu como piloto de F-18 até a metade dos anos 1990.
Em junho de 1998, foi selecionado para o curso de astronautas da NASA e após graduado, serviu como líder no departamento de programa de treinamentos e procedimentos  para o ônibus espacial e como supervisor da classe de candidatos a astronauta de 2004.
Sua primeira ida ao espaço se deu como piloto da Discovery na missão STS-120, em 23 de outubro de 2007. Em fevereiro de 2010, fez seu segundo voo espacial como comandante da STS-130 Endeavour.